# جاليكو

شعار جاليكو قبل استحواذها من بي سي سي دبليو (PCCW) سنة 2000

جاليكو (بالإنجليزية: JALECO وباليابانية:ジャレコ) هي شركة يابانية لإنتاج ألعاب الفيديو تأسست في 3 أكتوبر 1974 باسم جابان ليجور كوربوريشن (بالإنجليزية: Japan Leisure Corporation)، ولما بدأت بالإنتاج الفعلي لألعاب الفيديو سنة 1982 تم تقصير اسمها إلى جاليكو (Jaleco). تمركز إنتاج جاليكو لألعاب الفيديو على أجهزة الأركيد ومنصة نينتيندو وبعض أجهزة الكمبيوتر التي ظهرت في الفترة من 1980 إلى 1990، من أشهر ألعابها سلسلة بيزس لودد (Bases Loaded) وكاريير (Carrier). يقع الفرع الأمريكي للشركة؛ والذي يحمل الاسم «جاليكو يو أس أيه Jaleco USA» في مدينة شيكاغو في ولاية إلينوي الأمريكية.
توقف الفرع الأمريكي للشركة عن تطوير الألعاب للأجهزة الأركيد منذ سنة 1993، أما المقر الرئيسي في اليابان فاستمر بالإنتاج حتى عام 2000، وحتى ذلك الوقت لم تقدم جاليكو أية إنجازات موضع ذكر، وكان وضعها كوضع من يكافح من أجل البقاء. قامت شركة مجموعة بي سي سي دبليو PCCW من هونغ كونغ بالاستحواذ على جاليكو في شهر نوفمبر من نفس العام، واستطاعت شركة بي سي سي دبليو بهذا الاستحواذ أن تحصل على موطئ قدم لها في اليابان، وعلى ذلك تم تغيير اسم جاليكو إلى «بي سي سي دبليو جابان» PCCW Japan، ثم سارعت الإدارة الرئيسية في بي سي سي دبليو إلى إعادة هيكلة فرعها الياباني الجديد بأن أغلقت الأقسام الغير ربحية للفرع – والتي من بينها قسم ألعاب أجهزة الأركيد – لتركيز الجهود على ألعاب منصات الجيل السادس.
في أبريل من عام 2001 قامت بي سي سي دبليو جابان بتنفيذ صفقة شراء في آر 1 إنترتاينمنت VR-1 Entertainment متضمنة مجموعة في آر 1 VR-1 Group لتطوير ألعاب الفيديو، لتنفذ بي سي سي دبليو جابان بتلك الصفقة مسعاها لتحقيق الانتشار على المستوى العالمي. قامت بي سي سي دبليو جابان في أكتوبر 2002 بدمج الفرع الأمريكي القديم - جاليكو يو أس أيه Jaleco USA - مع في آر 1 إنترتاينمنت معا لتشكل بهما الفرع الأمريكي الجديد لها والذي أطلقت عليه اسم «جاليكو إنترتاينمنت» Jaleco Intertainment، ونقل مقر جاليكو إنترتاينمنت بعد الدمج من مدينة شيكاغو إلى مدينة بفالو في ولاية نيويورك. قامت إدارة بي سي سي دبليو جابان في العام 2004 بتغيير اسمها بالعودة إلى الاسم الأول «جاليكو» Jaleco.
اليوم شركة جوليكو نشيط جداً وهي من ضمن ألعاب الفيديو المتوفرة في جميع أنظمة الحاسب الآلى وهي كمبيوتر إكس بوكس X-BOX وألعاب الحاسب الشخصى PC ، ولعبة ال بلاى ستيشن سونى 2 PS2 .
وبالنسبة ل Jaleco وهي الشركة الرسمية التابعة ل PCCW اليابانية، والتي تتضمن العديد من نشاطات غير مرتبطة مع الحاسب المنزلى، كلعبة الكمبيوتر، بل إضافة إلى الموسيقى وتطبيقات وبرامج ويب والجوال ((الهاتف النقال)) يتوافقان مع هذه البرنامج.

## الأسهم
في اليوم 31 من شهر مايو من عام 2006 ميلادية، قررت مجلس إدارة الشركة بتغيير الاسم من شركة Jaleco جوليكو المحدودة إلى اسم جديد Jaleco Holding .
وفي عملية ذاتها، وزع أسهم اللعبة الذي يأخذ نفس الاسم القديم Jaleco .

## أبرز إنتاج الألعاب الإلكترونية عبر التاريخ
Argus
The Astyanax (Originally The Lord of King) نسخة اللعبة
Astyanax (Originally The Lord of King) (NES النسخة الخاصة ل نينتيندو
Avenging Spirit
Bases Loaded
Bases Loaded II
Bases Loaded 3
Big Striker
Brawl Brothers/Rushing Beat Ran
Butasan
Carrier
Cisco Heat
City Connection
Dead Dance
Desert War
Dragonseeds
Exerion
Field Combat
Fighter Ace
Ginga Ninkyoden
Goal!
Goblin Commander: Unleash the Horde
Hammerlock Wrestling
Tuff-E-Nuff
The Ignition Factor
Illbleed
Juggernaut
King Arthur's World
Maniac Mansion
Metal Mech
Momoko 120%
Operation Logic Bomb
Peace Keepers/Rushing Beat Shura
Peek-A-Boo! (Arcade erotica)
Pinball Quest
Pizza Pop! (NES) النسخة الخاصة لنينتيندو
Psychic 5
Rival Turf/Rushing Beat
Robowarrior
Rodland
Saint Dragon
Shatterhand
Speed Racer
Stepping Stage نسخة اللعبة
Sterling Sharpe: End 2 End
Super Bases Loaded
Super Earth Defense Force
Tetris Plus
Totally Rad
Trailer Park Tycoon
Uo Poko
Utopia
Utopia (SNES version)
Whomp 'Em
Wild Pilot
World Championship Pool 2004 (publisher)
The Young Indiana Jones Chronicles

## ملاحظة
إن معظم هذه الألعاب نسختين فقط، فمعظم الألعاب خاصة للنسخة اليابانية.